# Albertův památník
Albertův památník je památník vybudovaný na přání královny Viktorie, který se nachází v londýnských Kensingtonských zahradách přímo na sever od Royal Albert Hall. Je věnován památce jejího manžela prince Alberta, který zemřel v roce 1861 na tyfus[nepřesný odkaz]. Autorem návrhu byl sir George Gilbert Scott. Památník byl oficiálně odhalen roku 1872 a Albertova socha byla instalována v roce 1875. Památník obsahuje zdobený pavilón s Albertovou sochou obrácenou směrem na jih.

## Popis památníku

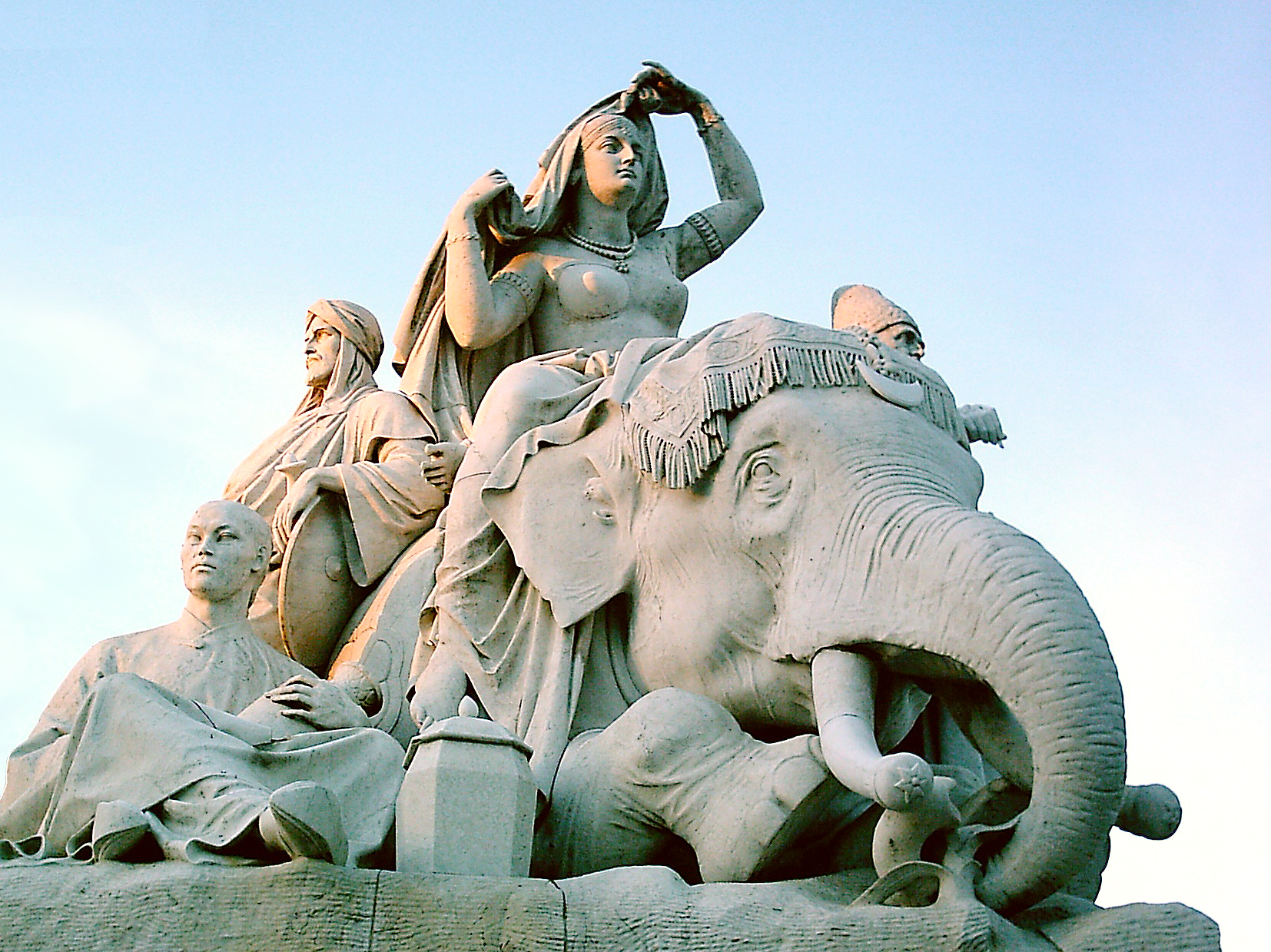
Asijská skupina, Albertův památník

Památník je obklopen pečlivě vytvarovaným vlysem, který zobrazuje 169 skladatelů, architektů, básníků, malířů a sochařů. Dále jsou zde dvě alegorie – čtyři skupiny zachycující viktoriánské umění a vědu (zemědělství, obchod, strojírenství a průmysl) a čtyři další reprezentující jednotlivé kontinenty – Evropu, Asii, Afriku a Ameriku. Každá skupina, umístěná v rozích památníku, obsahuje několik postav typických pro jednotlivé kontinenty a jedno velké zvíře. Hlavním koordinátorem díla byl sochař Henry Hugh Armstead.
Na konci 90. let 20. století byl památník v dost zanedbaném stavu, což vedlo k jeho obnově zahrnující čištění, restauraci maleb a vyleštění. Centrem památníku je socha sedícího prince Alberta, která byla během rekonstrukce pozlacena. Po osmdesát let byla socha zčernalá. Předpokládá se, že toto začernění pochází buď z období první světové války, pro ochranu před útoky vzducholodí, nebo je to důsledek působení atmosférického znečištění, které zničilo původní pozlacení.
Dopravní spojení – Metro – Gloucester Road, South Kensington.